# Within Deep Dark Chambers
Within Deep Dark Chambers is het eerste album van de Zweedse band Shining. Het was uitgebracht door Selbstmord Services in 2000. Eerst werd het uitgebracht in de vorm van een zwarte lp, waar er maar 500 van werden uitgebracht.

## Nummers
| Nr. | Titel                                                                                          | Duur  |
| --- | ---------------------------------------------------------------------------------------------- | ----- |
| 1.  | Reflecting in Solitude                                                                         | 8:46  |
| 2.  | Stonelands                                                                                     | 8:58  |
| 3.  | Vita detestabilis                                                                              | 7:38  |
| 4.  | Ren djävla ångest (Pure Fucking Angst)                                                         | 6:48  |
| 5.  | Inisis                                                                                         | 8:12  |
| 6.  | And Only Silence Remains...                                                                    | 10:55 |
| 7.  | Vargtimmen (Hour of the Wolf) (coverversie van Bethlehems song: bonus op de Osmose re-release) | 3:21  |
| 8.  | Endless Solitude (bonus op de Modern Invasion reissue)                                         | 6:32  |